# Verliererspiel
Verliererspiel bezeichnet nach Fredmund Malik das oft zu beobachtende Verhalten von Führungskräften, Mitarbeitern keine Ziele vorzugeben und bei der Bewertung der Leistung immer zu unterstellen, dass die trotz hohem Engagement und bestem Wissen erbrachten Leistungen nicht die sind, die erwartet worden wären.
Dieses Verhalten macht es Unterstellten praktisch unmöglich, Leistung zu erbringen und erbrachte Leistung honoriert zu bekommen. Es zerstört nachhaltig das Vertrauen. Die Erfahrung zeigt, dass Führungskräfte, die zu dieser Art von Verhalten neigen, nur in seltenen Fällen ihre Handlungsweise ändern. Dem Mitarbeiter bleibt in solchen Fällen nur der Weg, sich der Unterstellung dieser scheiternden Führungskraft zu entziehen, soweit er diese Option hat.
Malik illustriert dieses Führungsverhalten am Beispiel eines Fußballspiels von Kindern mit durch abgelegte Gegenstände markierten Toren. Nachdem ein Tor erzielt wurde, legt der Stärkere die Tormarkierung an eine andere Stelle und behauptet, die Pfosten hätten schon vorher dort gelegen und damit sei dies kein Tor gewesen.
Wenn Mitarbeiter immer und ohne Ausnahme die Dummen sind, und zwar deshalb, weil der Chef ständig die Spielregeln zu seinem eigenen Vorteil ändert, sind die Folgen programmiert: Die guten Leute und jene, die Optionen haben, werden die Organisationseinheit verlassen, und die anderen, die nichts dagegen tun können, weil sie zum Beispiel aus Altersgründen keine Alternative haben, gehen in die innere Kündigung.